# Torrbergstjärnen, Värmland
Torrbergstjärnen är en sjö i Torsby kommun i Värmland och ingår i Göta älvs huvudavrinningsområde. Sjön har en area på 0,0702 kvadratkilometer och ligger 455 meter över havet.

## Delavrinningsområde
Torrbergstjärnen ingår i det delavrinningsområde (672432-135668) som SMHI kallar för Namn saknas. Medelhöjden är 414 meter över havet och ytan är 48,69 kvadratkilometer. Räknas de 7 avrinningsområdena uppströms in blir den ackumulerade arean 214,02 kvadratkilometer. Fämtan som avvattnar avrinningsområdet har biflödesordning 2, vilket innebär att vattnet flödar genom totalt 2 vattendrag innan det når havet efter 436 kilometer. Avrinningsområdet består mestadels av skog (59 procent) och sankmarker (38 procent). Avrinningsområdet har 0,07 kvadratkilometer vattenytor vilket ger det en sjöprocent på 0,1 procent.